# Art kanak

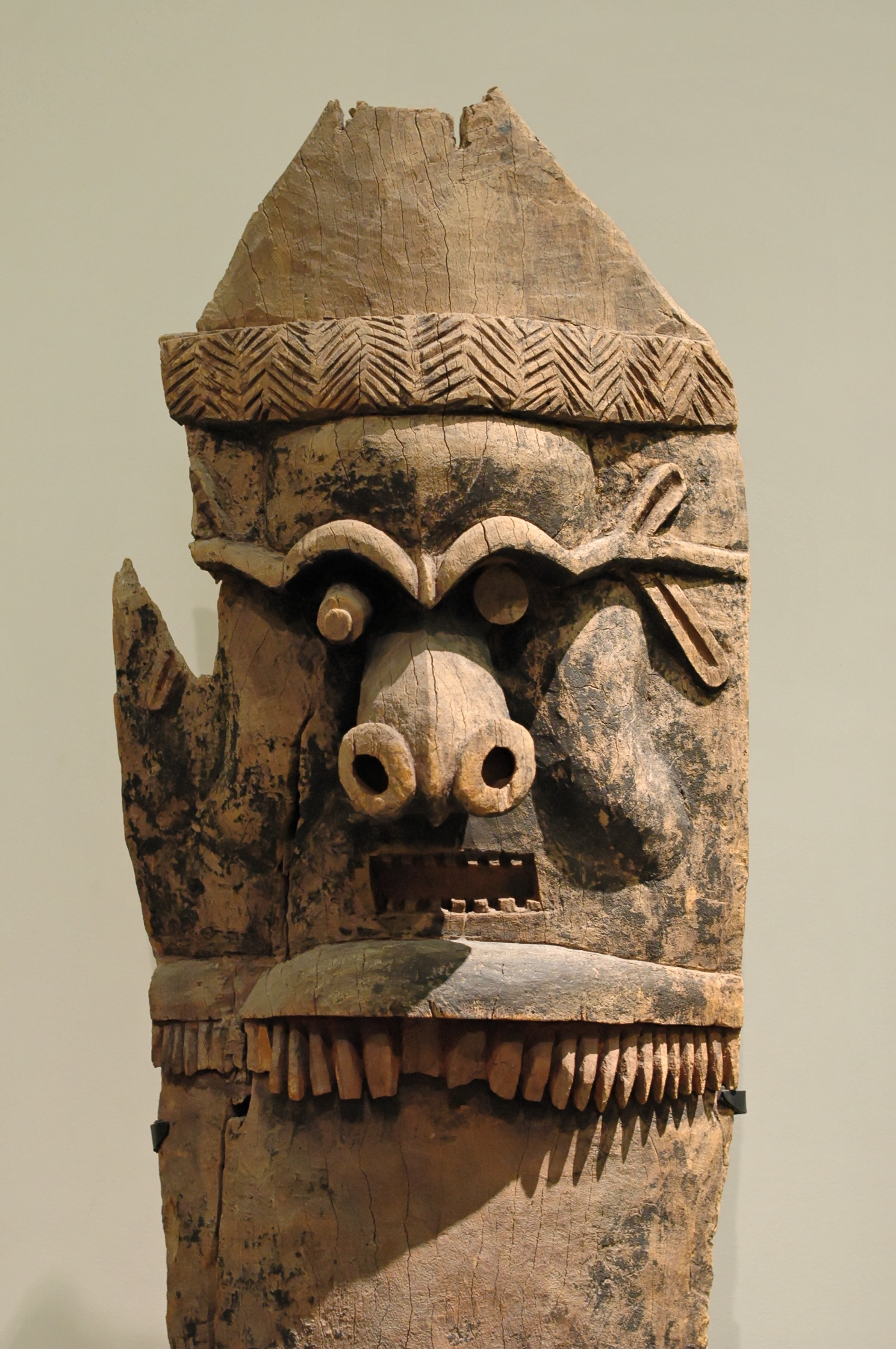
Chambranle d'une grande maison cérémonielle, sculpture kanak: représentation d'un ancêtre sur son lit mortuaire, la tête dépasse et le corps est enveloppé dans une natte que stylisent les lignes brisées. Bois houp, XVIIIe siècle.

L'art kanak désigne tout ce qui appartient à la culture des Kanaks, qu'elle soit précoloniale ou contemporaine.
L'art varie d'une île à l'autre, il est différent sur la Grande Terre et dans les îles Loyauté. Les principales œuvres sont des sculptures, des masques, des colliers, mais on trouve aussi des peintures et des armes (massues kanak notamment).
L'art kanak se rattache au domaine artistique mélanésien, et plus largement à l'art d'Océanie.

## Architecture
- Architecture kanak
- Four kanak

## Sculpture
L'art kanak traditionnel fait la part belle à la sculpture. De nos jours, il est toujours possible d'observer les pétroglyphes gravés dans la roches, une pratique qui a perduré jusqu'au début du XXe siècle.

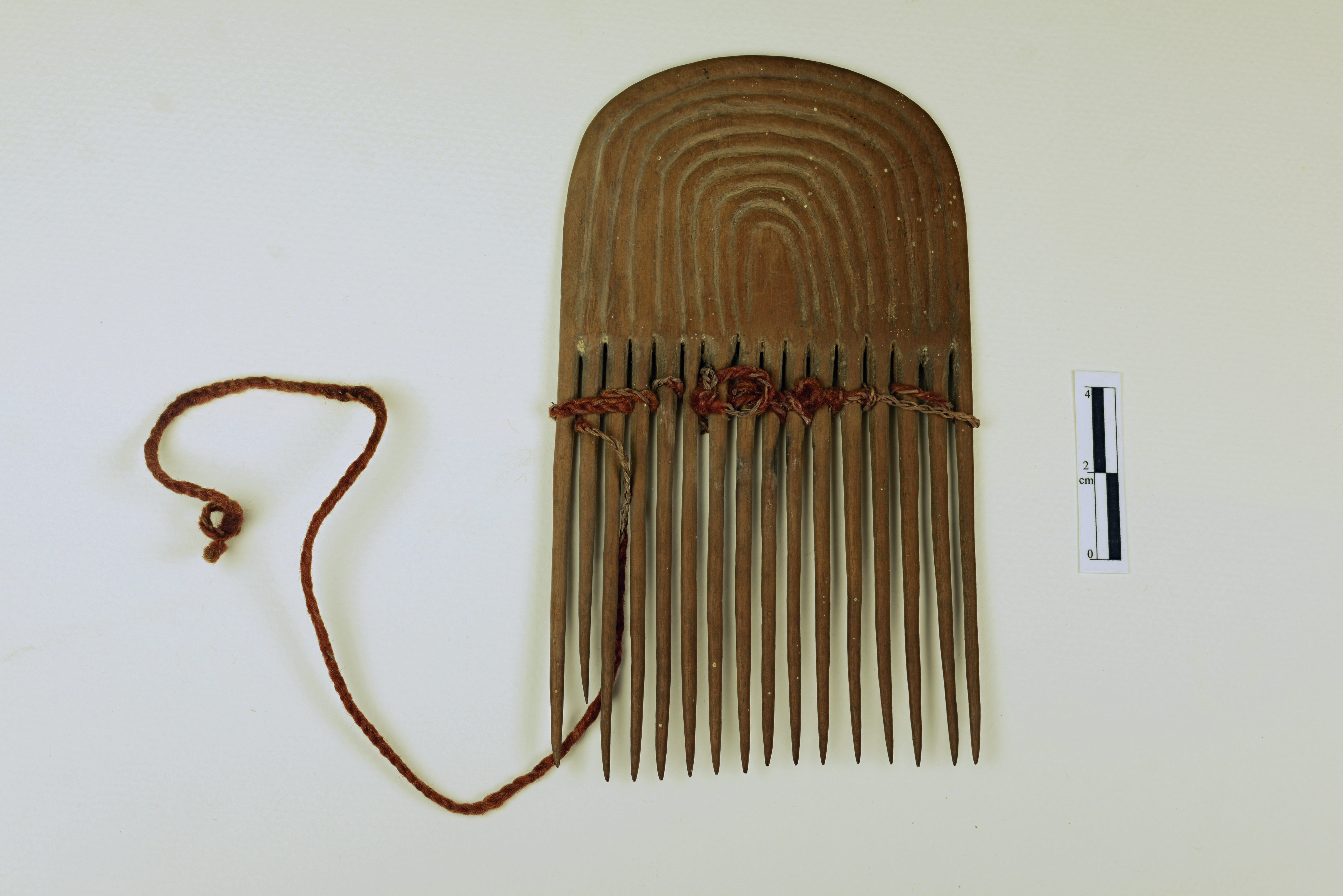
Peigne en bois avec cordon de poils de roussette tressés

Au sein des maisons cérémonielles, les chambranles de porte sont souvent très travaillés, représentant des figures d'ancêtres protecteurs. La flèche faîtière fait également l'objet d'un grand soin ; c'est le symbole de la tribu apportant protection et conseil et devant repousser les ennemis (humains comme esprits)[réf. souhaitée]. 
- Nicolas Molé, Melëm Tiaou, Jean Philippe Tjibaou, François Uzan, Pascale Rancelot, Attaltool - Artistes listés sous la catégorie Sculpture & Modelage de la plateforme Artistes NC
- Massues kanak

## Arts visuels
- Sculpture et peinture kanak
- Croix enveloppée
- Bambous gravés kanak
- Tamioc (hachette)

## Motifs récurrents
Parmi les motifs abstraits ou stylisés récurrents, on trouve notamment la croix enveloppée et toutes ses variantes, ainsi que les cercles concentriques. Ces motifs sont présents en nombre parmi les nombreux pétroglyphes de Nouvelle-Calédonie.
- Vêtement kanak, robe mission

## Musique
- Arts sonores kanak
- Musique calédonienne

## Littérature et poésie
- Littérature kanak d'hier et d'aujourd'hui, Littérature en Nouvelle-Calédonie

## Danse
- Danse calédonienne
- Pilou (danse)

## Cinéma
- Cinéma calédonien